# Rocco Fasano
Rocco Fasano (Potenza, 21 febbraio 1993) è un attore, modello e musicista italiano. È noto principalmente per aver interpretato il ruolo di Robin nel film Non mi uccidere e Niccolò Fares nella serie televisiva Skam Italia.

## Biografia
Ha frequentato la facoltà di Medicina e Chirurgia dell’Università La Sapienza di Roma, ma ha abbandonato gli studi quando ha capito che il cinema era la sua vera passione. Ha studiato recitazione e dizione alla Smile Academy e ha frequentato un corso intensivo con il regista e autore teatrale Ennio Trinelli. Successivamente si diploma al Conservatorio Gesualdo da Venosa di Potenza, specializzandosi in pianoforte, teoria e solfeggio, oltre che canto corale e storia della musica.
Inizia la sua carriera d’attore nel 2014, con il film Tender Eyes di Alfonso Bergamo dove ricoprirà il ruolo di Dickie
Nel 2015 prenderà parte nel film La sorpresa di Ivan Polidoro, dove interpreterà Rocco, un infermiere solitario che fa del suo lavoro l’unica ragione di vita. Nello stesso anno prende parte a due cortometraggi, La differenza di Alfonso Bergamo e Aperion di Philip Thomas Morelli. Sempre nel 2015 farà parte del cast del film Il ragazzo della giudecca  di Alfonso Bergamo. Negli anni successivi compare in diversi film e cortometraggi: tra cui A-Mors di Mauro Cartapani; compare nella serie tv Hundred to Go di Nicola Prosatore; recita nel film Terapia di coppia per amanti di Alessio Maria Federici.
Nel 2018 entra a far parte del cast della serie web Skam Italia di Ludovico Bessegato, dove ricopre il ruolo di Niccolò Fares, un ragazzo che soffre di disturbo borderline di personalità.

## Filmografia

### Cinema
- Tender Eyes, regia di Alfonso Bergamo (2014)
- La sorpresa, regia di Ivan Polidoro (2015)
- Il ragazzo della Giudecca, regia di Alfonso Bergamo (2015)
- A Mors, regia di Mauro Cartapani (2016)
- Terapia di coppia per amanti, regia di Alessio Maria Federici (2017)
- Non mi uccidere, regia di Andrea De Sica (2021)
- Noi anni luce, regia di Tiziano Russo (2023)
- Home education, regia di Andrea Niada  (2023)
- Amici per caso, regia di Max Nardari  (2024)

### Cortometraggi
- La differenza, regia di Alfonso Bergamo (2015)
- Aperion, regia di Philip Thomas Morelli (2015)
- Travelling not alone: Guther Therapy, regia di Fabrizio Cestari(2015)
- Hard Winter, regia di Emanuele Cerman (2016)
- Pipinara, regia di Ludovico di Martino (2017)
- Magnolia: Heart on Fire, regia di Philip Thomas Morelli (2018)
- The Taylor, regia di Emiliano Bengasi, Daniele Donati (2018)
- Shirley and Baby, regia di Janet Pagliarini (2019)
- Paese che vai, regia di Luca Padrini (2020)
- Deathmate, regia di Luca di Paolo (2020)

### Televisione
- Hundred to Go, regia di Nicola Prosatore – miniserie TV, 3 puntate (2016)[3]
- Skam Italia – serie TV, 30 episodi (2018-2024)[4]
- Hotel Portofino – serie TV, 12 episodi (2022-2023)

### Video musicali
- Finalmente piove (2016) di Valerio Scanu – regia di Fabrizio Cestari[5]
- Disappear (2018) di Plugs of Apocalypse - POA – regia di Alessandro Sajeva[6]
- CUP OF TEA (2018) di Cri.
- Midnight (2019) di Plugs of Apocalypse - POA – regia di Alessandro Sajeva[7]
- Mondo sommerso (2020) di Lowlow – regia di Glauco Citati
- Belva (2021) di Gazzelle – regia di Bendo
- L'unico pericolo (2024) di Ermal Meta – regia dei YouNuts! e i Broga's

### Pubblicità
- Cambiare vita – Spot Lufthansa – regia di Antonio Costa[8]

## Riconoscimenti
- 2020 –  Candidatura come Miglior attore protagonista per Magnolia: Cuori in fiamme. Vol. 1; Mabig Film Festival
- 2021 –  Explosive Talent Award ; Giffoni
- 2021 – Miglior attore protagonista per Deathmate; Corti Cultural Classic